# Banavadi, Magadi
Banavadi là một làng thuộc tehsil Magadi, huyện Ramanagara, bang Karnataka, Ấn Độ.